# Macroglossum hemichroma
Macroglossum hemichroma là một loài bướm đêm thuộc họ Sphingidae, chi Macroglossum.